# ZDFtheaterkanal

Das erste ZDFtheaterkanal-Logo

Der ZDFtheaterkanal war ein Fernsehsender und Teil des digitalen Programmangebots des ZDF. Er sendete täglich von 9 Uhr morgens bis 2 Uhr am Folgetag. Sendestart war am 9. Dezember 1999.
Der Sendebetrieb wurde am 7. Mai 2011 zugunsten von ZDFkultur eingestellt.
Das Programm war bundesweit über das TV-Kabelnetz (DVB-C) und den Satelliten Astra (DVB-S) zu sehen. Außerdem war der Kanal über die Plattform Telekom Entertain von T-Home und über Alice sowie mit dem kostenlosen Programm Zattoo als IPTV per Internet empfangbar.
Im Sommer 2008 wurden Pläne vorgestellt, den Theaterkanal in einen Kulturkanal umzuwandeln.
Am 7. Mai 2011, um 6:30 Uhr startete der neue Sender ZDFkultur und ersetzte den ZDFtheaterkanal, um die Themenbereiche Musik, Darstellende Künste, Filmkultur, Netzkultur und Gaming abzudecken.
In der Übergangszeit zwischen Sendeschluss und Sendestart hatte ZDFkultur ein Testbild auf den Frequenzen des Theaterkanals gesendet. Die Übernahme der Frequenzen erfolgte am 7. Mai 2011 um 1:20 Uhr morgens.
Geleitet wurde der Theaterkanal und auch der nachfolgende Sender ZDFkultur ab 2001 von Wolfgang Bergmann, vorher von Walter Konrad.

## Programm
Der Sender zeigte ein Programm, das alle Bereiche der Darstellenden Künste berücksichtigte. Dazu gehörten die Übertragungen von Inszenierungen, Dokumentationen, Porträts und Gesprächssendungen. Seit Mitte der 2000er Jahre wurde das Programm um weitere Kunstformen ergänzt. So wurden Musikformate wie Later with Jools Holland oder Konzertaufnahmen übertragen.
Auch wurden vom ZDF produzierte ARTE- und 3sat-Sendungen wiederholt, darunter Kulturzeit, Tracks, Durch die Nacht mit …, Bauerfeind und FOYER.
Des Weiteren waren im Theaterkanal auch ältere Shows wie die ZDF-Hitparade und disco sowie hin und wieder ältere Fernsehserien zu sehen.